# Bolt Thrower
Bolt Thrower byla britská deathmetalová kapela založená roku 1986 v anglickém městě Coventry. Jedná se o jednu z prvních britských deathmetalových kapel. Zakládajícími členy byli kytarista Gavin Ward a bubeník Andrew Whale. Mezi textová témata kapely patřila válka.
V roce 1988 vyšlo první studiové album s názvem In Battle There Is No Law!. V září 2015 zemřel bubeník Martin Kearns, který v kapele působil od roku 1994. Po této události se Bolt Thrower rozhodli v roce 2016 ukončit svoji kariéru. Během své třicetileté kariéry vydali osm studiových alb, tři EP, jedno koncertní album a dvě kompilační alba.

## Diskografie

### Dema
- Rehearsal (1986)
- In Battle There Is No Law (1987)
- Concession of Pain (1987)
- Forgotten Existence (1988)
- Prophets of Hell (1988)

### EP
- The Peel Sessions (1988)
- Cenotaph (1991)
- Spearhead (1992)

### Studiová alba
- In Battle There Is No Law! (1988)
- Realm of Chaos (Slaves to Darkness) (1989)
- War Master (1991)
- The IVth Crusade (1992)
- ...For Victory (1994)
- Mercenary (1998)
- Honour – Valour – Pride (2001)
- Those Once Loyal (2005)

### Kompilace
- The Peel Sessions 1988–1990 (1991)
- Who Dares Wins (1998)

### Živé nahrávky
- Live War (2010)